# Saint-Alban (Haute-Garonne)
Saint-Alban is een gemeente in het Franse departement Haute-Garonne (regio Occitanie). De plaats maakt deel uit van het arrondissement Toulouse. In de gemeente ligt spoorwegstation Fenouillet - Saint-Alban. Saint-Alban telde op 1 januari 2022 6.447 inwoners.

## Geografie
De oppervlakte van Saint-Alban bedroeg op 1 januari 2022 4,26 vierkante kilometer; de bevolkingsdichtheid was toen 1.513,4 inwoners per km².

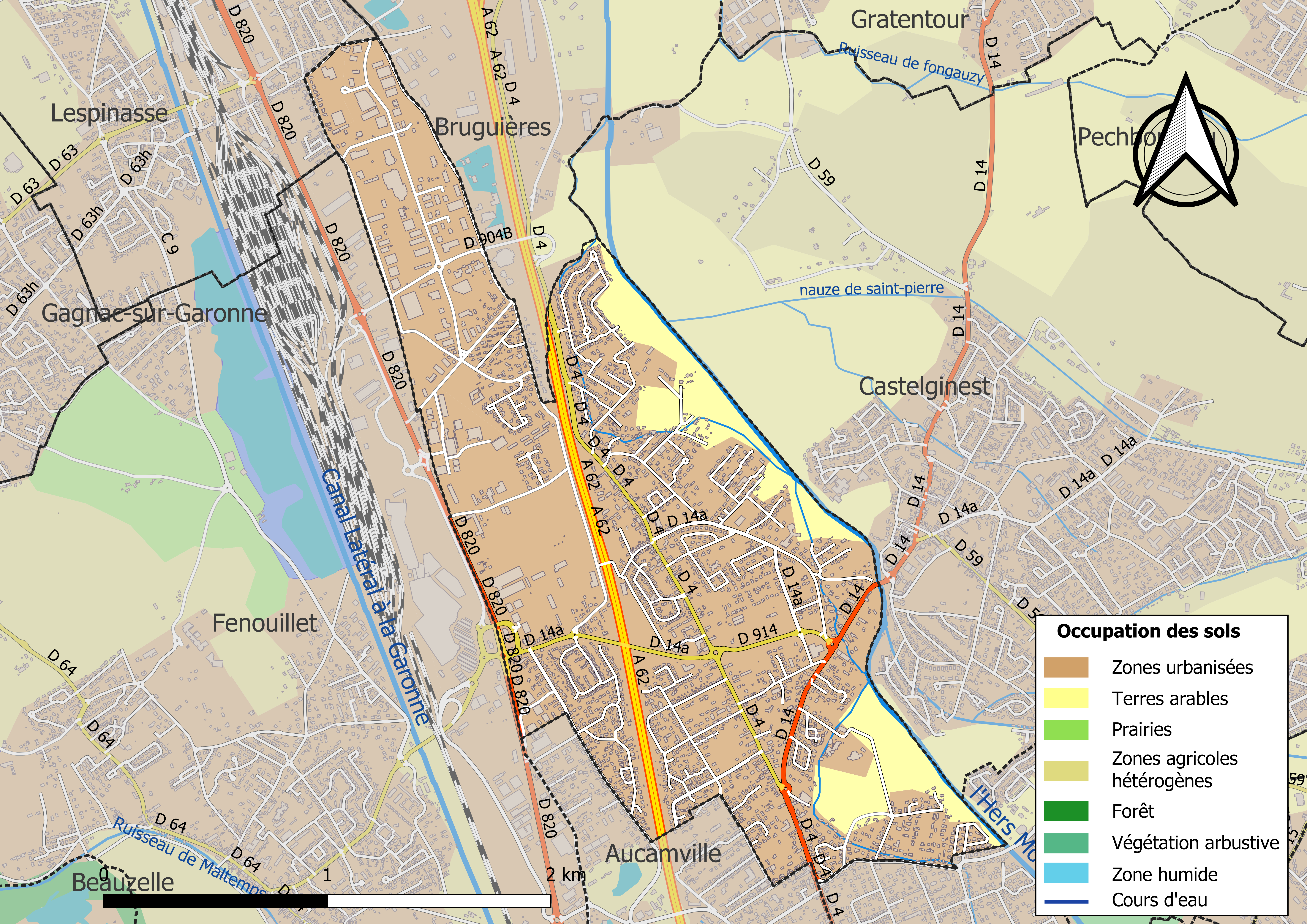
Kaart van de gemeente met belangrijkste infrastructuur, bodemgebruik en omliggende gemeenten

## Demografie
De figuur toont het verloop van het inwonertal (bron: INSEE-tellingen).